# Dongpo

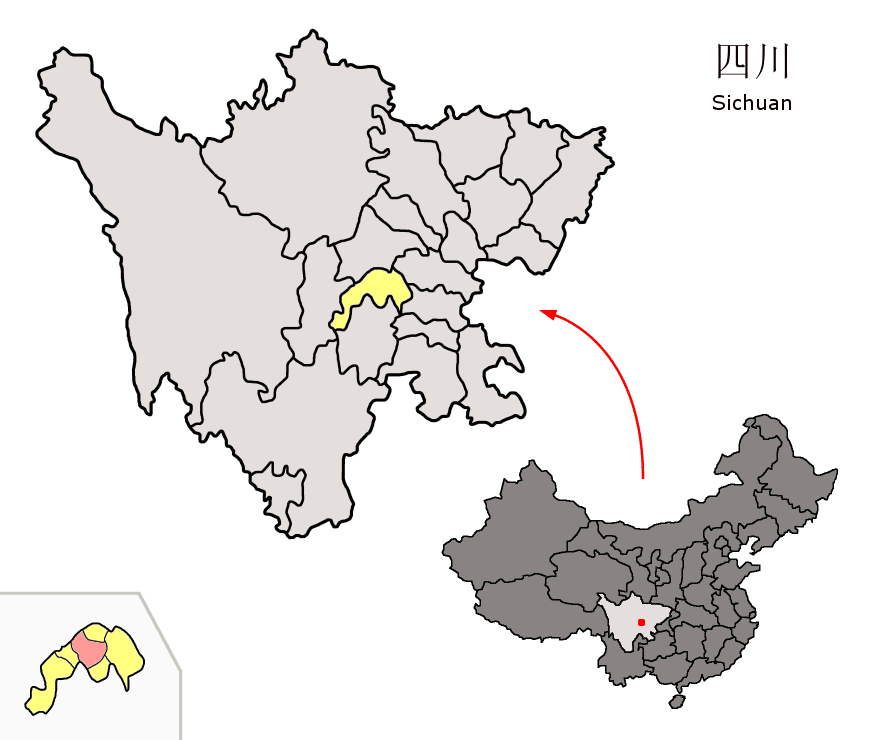
Lage des Stadtbezirks Dongpo (rosa) in Meishan (gelb).

Der Stadtbezirk Dongpo  (东坡区,  Dōngpō Qū) ist ein Stadtbezirk der bezirksfreien Stadt Meishan in der chinesischen Provinz Sichuan. Er hat eine Fläche von 1.331 Quadratkilometern und zählt 904.412 Einwohner (Stand: Zensus 2020). Regierungssitz ist das Straßenviertel Tonghui (通惠街道).

## Administrative Gliederung
Auf Gemeindeebene setzt sich der Stadtbezirk aus drei Straßenvierteln, fünfzehn Großgemeinden und acht Gemeinden zusammen. 